# 아디바시

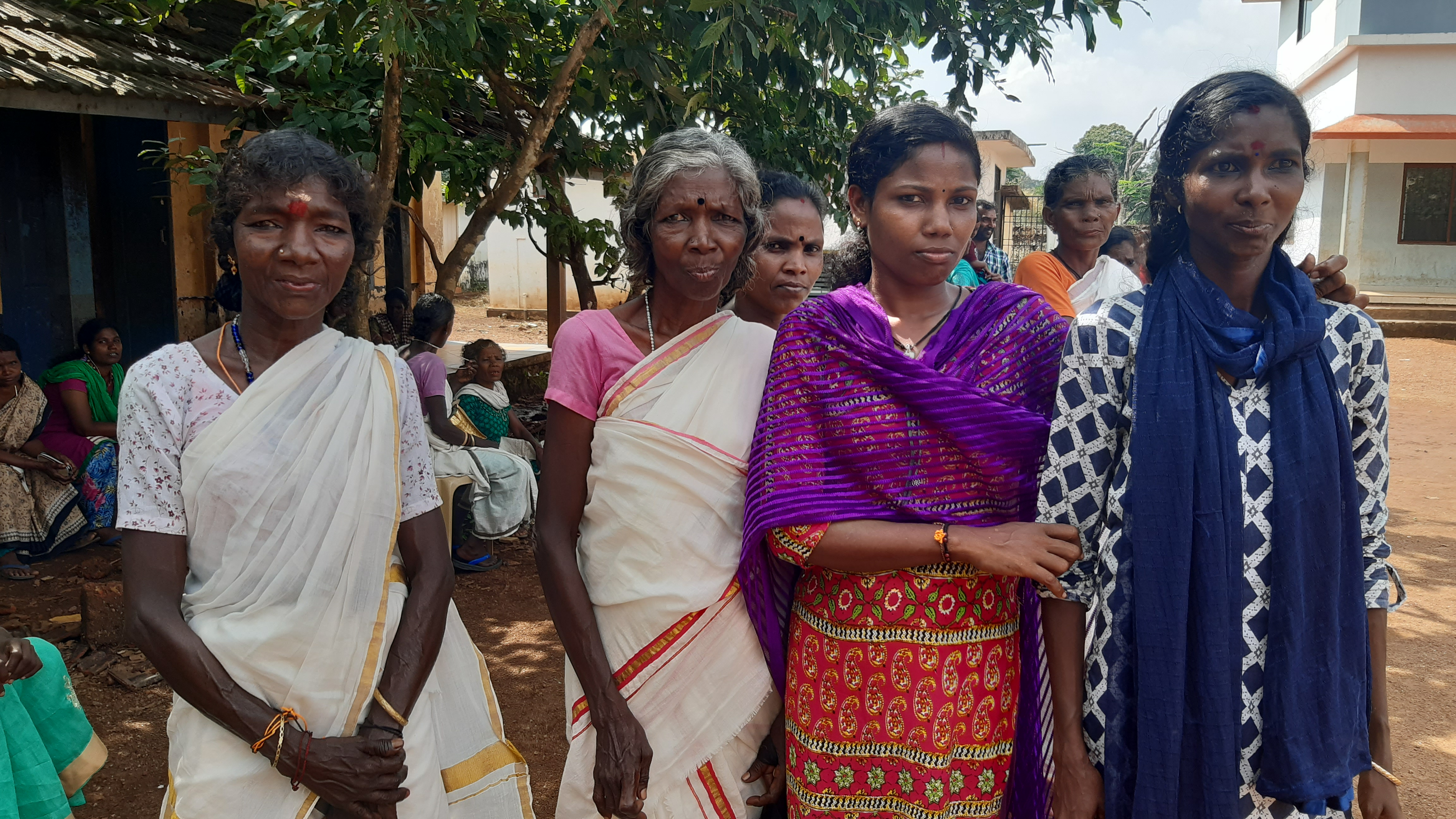
인도 케랄라주의 파니야 공동체 여성들

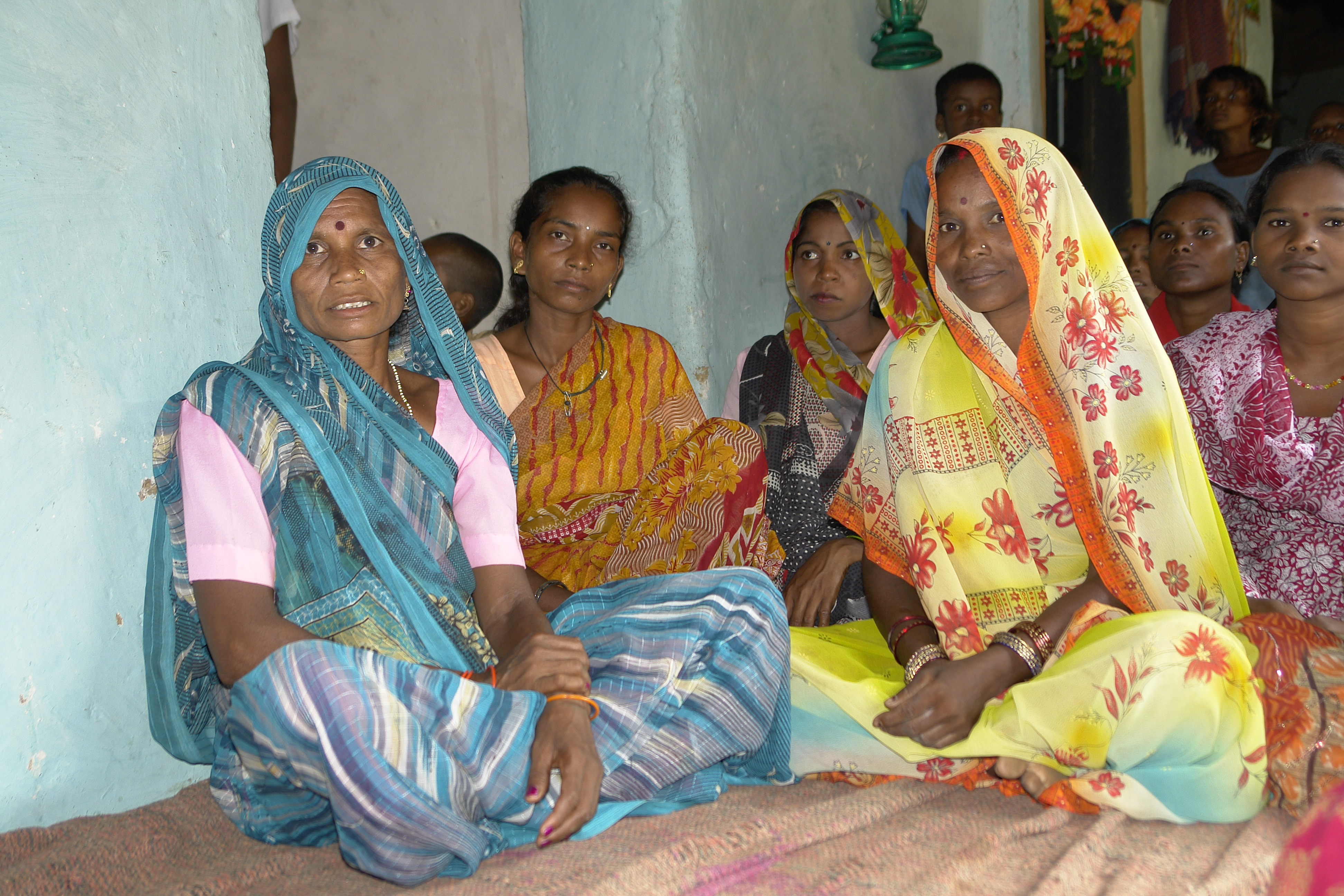
인도 마디아프라데시주의 곤드인 여성

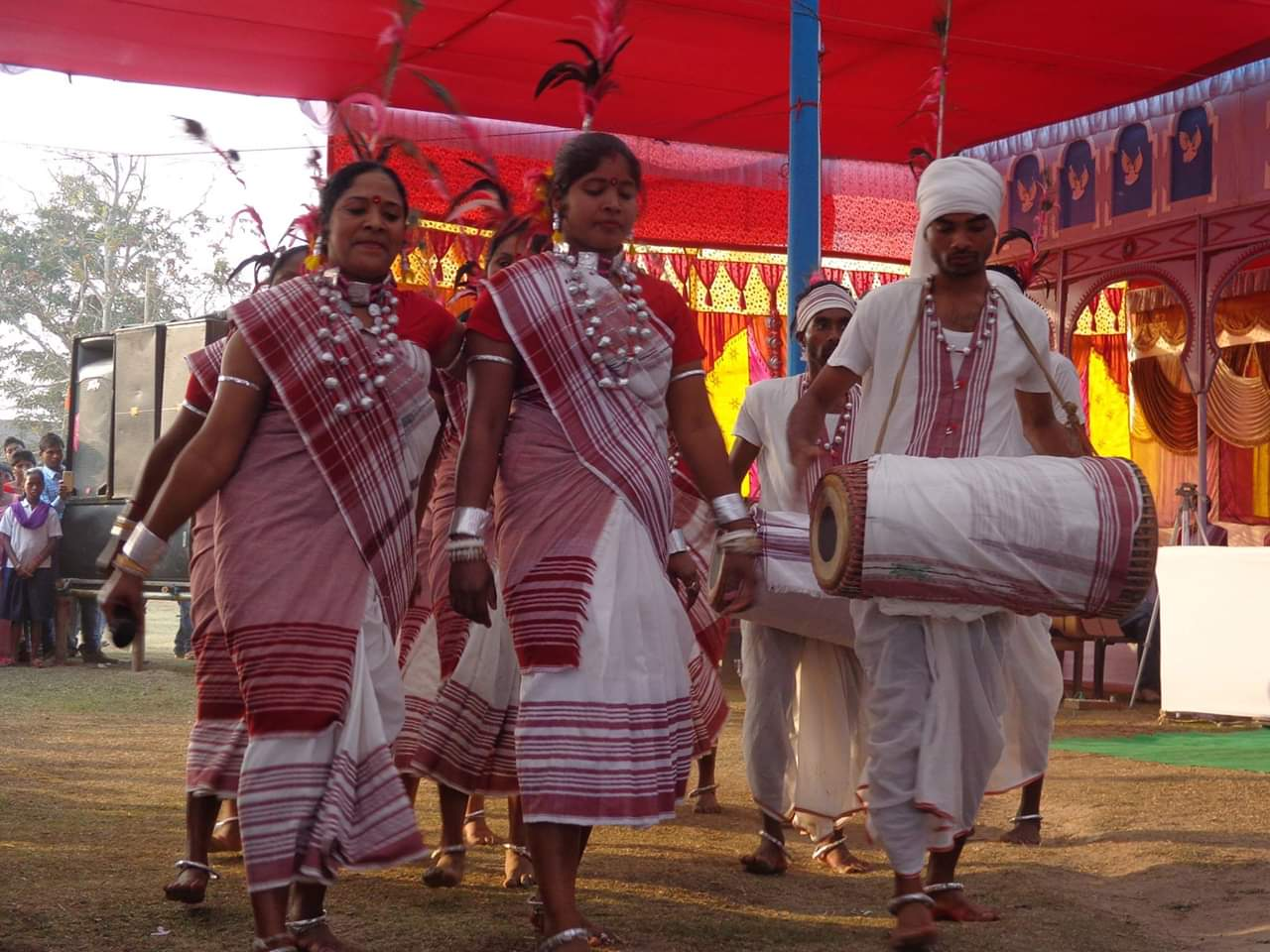
중앙인도 및 동인도의 한 부족인 쿠루쿠인의 전통춤

아디바시는 인도 아대륙에 퍼져 있는 이질적인 부족 집단이다. 이 용어는 1930년대에 정치 운동가들이 원주민의 기원을 주장함으로써 부족민에게 원주민의 정체성을 부여하기 위해 만든 산스크리트어 용어이다. 인도 헌법에서는 아디바시라는 단어 대신 지정 부족과 잔자티를 사용한다. 인도 정부는 공식적으로 부족들을 원주민으로 인정하지 않는다. 인도는 유엔의 원주민 및 부족 민족에 관한 국제노동기구(ILO) 협약 107호(1957년)를 비준하고 ILO 협약 169호에 서명을 거부했다. 이러한 집단의 대부분은 인도의 헌법 규정에 따라 지정 부족 범주에 포함된다.
2011년 인구 조사에 따르면 인도와 방글라데시에서 상당한 소수 인구를 차지하는 이들은 인도 인구의 8.6%, 방글라데시 인구의 1.1%를 차지하며, 2010년 추산에 따르면 인도에서는 1억 4,420만 명, 방글라데시에서는 200만 명에 달한다.
이들이 인도의 원주민이라는 주장이 존재하지만, 인더스 문명이 쇠퇴한 후 형성된 오늘날의 많은 아디바시 공동체들은 고대 수렵채집인, 인더스 문명, 인도아리아인, 오스트로아시아족, 티베트버마어 사용자 등 다양한 조상을 품고 있다.
부족 언어는 안다만 제어, 오스트로아시아어족, 드라비다어족, 인도아리아어군, 니할리어, 중국티베트어족, 크라다이어족 등 7개의 언어 그룹으로 분류할 수 있다.
동인도, 중앙인도, 서인도, 남인도의 부족은 정치적으로 단정적인 아디바시라는 용어를 사용하는 반면, 북동인도 부족은 '부족' 또는 '지정 부족'을 사용하며 스스로를 '아디바시'라고 지칭하지 않는다. 아디바시 연구는 고고학, 인류학, 농경사, 환경사, 아대륙 연구, 원주민 연구, 원주민 연구, 개발 경제학 등을 바탕으로 하는 새로운 학문 분야이며, 여기에는 인도 맥락에 맞는 논쟁이 추가된다.